# Jean Joseph Gilibert de Merlhiac
Jean Joseph Guillaume Marguerite Gilibert de Merlhiac, né le 7 mars 1745 à Brive-la-Gaillarde (Corrèze), mort le 3 juin 1819 à Brive-la-Gaillarde (Corrèze), est un général français de la Révolution et de l’Empire.

## États de service
Il entre en service le 9 novembre 1755, comme grenadier volontaire au régiment de Normandie, il devient enseigne le 15 mai 1758, lieutenant le 13 avril 1759. Il fait les campagnes de 1760 à 1762 en Allemagne. Il passe sous-aide major le 4 août 1770, capitaine le 17 mai 1776 et capitaine en second au régiment de Neustrie le 11 mai 1777. 
Le 12 mai 1779, il est lieutenant de maréchaussée et prévôt général le 29 juillet 1780. Il est fait chevalier de Saint-Louis en 1780 et il est nommé colonel le 18 mai 1791, de la 23e division de Gendarmerie Nationale.
Il est promu général de brigade le 15 juillet 1792. Il participe aux campagnes de 1793 à l’an IX, à l’armée de l’Ouest. Il est réformé à la suite de la réorganisation des états-majors le 20 février 1801. Le 7 janvier 1802, il est nommé sous inspecteur de 2e classe aux revues à Lille, il est fait chevalier de la Légion d’honneur le 17 janvier 1805 et le 19 juin 1810, il passe inspecteur de 1re classe aux revues.
Il meurt le 3 juin 1819 à Brive-la-Gaillarde.

## Sources
- (en) « Generals Who Served in the French Army during the Period 1789 - 1814: Eberle to Exelmans »
- Thierry Pouliquen, « Les généraux français et étrangers ayant servis [sic] dans la Grande Armée » (consulté le 16 décembre 2013)
- « Cote LH/1133/55 », base Léonore, ministère français de la Culture
- (pl) « Napoléon.org.pl »